# 에우티케스주의

그리스도의 본질에 관한 에우티케스주의자들의 견해

에우티케스주의(Eutychianism), 에브티키스주의 혹은 유티키우스는 그리스도론에 관한 콘스탄티노폴리스의 에우티케스(380 - 456)의 사상을 가리킨다.

## 개요
네스토리우스를 단죄한 에페소 공의회 세대이자 알렉산드리아의 키릴로스의 열렬한 지지자였던 콘스탄티노폴리스의 수도원장 에우티케스는 네스토리우스주의를 격렬히 반대하면서 치릴로의 단일본성 이론을 극대화했다. 에우티케스는 그리스도 안에서의 신성과 인성의 일치를 강조하면서 강생한 그리스도 안에 처음에는 두 본성이 있다가 인성은 마치 바다에 떨어지는 물방울이 바다에 녹아버리듯 신성에 흡수되어 신성만 남는다고 주장했다. 그래서 신성 하나만 남아있다고 해서 이 주장을 단성설(單性說)이라고 부른다.
에우티케스주의를 단죄하기 위해 451년 칼케돈 공의회가 소집되어 칼케돈 신경이 반포되었다. 에우티케스주의 배척은 또한 오리엔트 정교회와의 분열을 가져왔다.